# Fritz Meyen
Fritz Wilhelm Meyen (* 30. Mai 1902 in Weimar; † 13. Juli 1974 in Immenstadt im Allgäu) war ein deutscher Skandinavist und Bibliothekar. Er war von 1946 bis 1967 Direktor der Universitätsbibliothek Braunschweig.

## Leben
Fritz Meyen war der Sohn des Bankdirektors Max Meyen und seiner Frau Berta, geb. Schiefner und wuchs in Weimar auf. Er studierte seit 1920 in Jena, Berlin, Tübingen und Greifswald Geschichte, Germanistik, Skandinavische Philologie und Philosophie. Seit 1920 war er Mitglied der Burschenschaft Brandenburgia Berlin im ADB, später wurde er auch Mitglied der Burschenschaft Arminia-Gothia Braunschweig.
Er war als Assistent am Nordischen Institut der Universität Greifswald tätig, bevor er 1929 die Ausbildung für den wissenschaftlichen Bibliotheksdienst an der Universitätsbibliothek Rostock begann. Die Ausbildung schloss er 1932 an der Universitätsbibliothek Leipzig mit der bibliothekarischen Staatsprüfung ab. Im selben Jahr wurde er mit einer Dissertation über den Sprachenkampf in Norwegen promoviert. Im Auftrag der Notgemeinschaft der deutschen Wissenschaft stellte er 1933 für die Bibliothek der Landwirtschaftlich-Tierärztlichen Hochschule Ankara einen Grundstock von 25.000 Bänden zusammen. Er war Stipendiat an der Stadtbibliothek in Augustusburg, bevor ihm 1934 die Leitung der Bibliothek der Handelshochschule Königsberg übertragen wurde. 1941 wurde er zum Leiter der „Gruppe Bibliotheks- und Archivwesen beim Reichskommissar für die besetzten norwegischen Gebiete“ in Oslo ernannt. Seit 1943 war er als Bibliotheksrat an der Preußischen Staatsbibliothek in Berlin tätig.
Nach dem Ende des Zweiten Weltkriegs wechselte Meyen 1946 an die Bibliothek der Technischen Hochschule Braunschweig, deren Leitung er bis zu seiner Pensionierung 1967 übernahm. Im Jahre 1958 wurde er zum Bibliotheksdirektor ernannt. Sein Nachfolger als Direktor der Universitätsbibliothek Braunschweig wurde 1967 Josef Daum.

## Werke (Auswahl)
- Die technisch-wissenschaftlichen Bibliotheken. Ihre Entstehung und Entwicklung. Georg Westermann, Braunschweig 1949 (Digitalisat).
- Aus der Geschichte der bibliotheca collegii Carolini (1748–1835). (= Beiträge zur Geschichte der Bibliothek der Technischen Hochschule Carolo-Wilhelmina zu Braunschweig. Heft 1) Appelhans Verlag, Braunschweig 1952, OCLC 16695195 (Digitalisat).
- Wilhelm-Raabe-Bibliographie. (= Sämtliche Werke / Wilhelm Raabe. Erg. Bd. 1.) Hermann Klemm, Freiburg i. Br. 1955.
- Johann Joachim Eschenburg: 1743–1820; Professor am Collegium Carolinum zu Braunschweig (= Braunschweiger Werkstücke. Bd. 20.)  Waisenhaus-Buchdruckerei und Verlag, Braunschweig 1957 (Digitalisat).
- Berichtigungen und Ergänzungen zur Raabe-Bibliographie von 1955. In: Florian Krobb, Rolf Parr (Hrsg.): Jahrbuch der Raabegesellschaft. Bd. 2. Braunschweig 1961, ISSN 0075-2371, doi:10.1515/9783110243505.53, S. 53–71.
- Bremer Beiträger am Collegium Carolinum in Braunschweig. K. Chr. Gärtner, J. A. Ebert, F. W. Zachariä, K. A. Schmid. Waisenhaus-Buchdruckerei und Verlag, Braunschweig 1962 (Digitalisat).
- Über die Anfänge der Bibliothek des Collegium Carolinum zu Braunschweig und ihren ersten Bibliothekar Johann Wilhelm Seidler. In: Braunschweigisches Jahrbuch. Bd. 54,  Verl. des Braunschweigischen Geschichtsvereins, Braunschweig 1973 (Digitalisat).
- Die Bibliothekare des Collegium Carolinum und der Technischen Hochschule Carolo-Wilhelmina zu Braunschweig 1748–1945. In: Braunschweigisches Jahrbuch. Bd. 55,  Verl. des Braunschweigischen Geschichtsvereins, Braunschweig 1974.